# Kevin's Loan
Kevin's Loan es una spin-off de mini-episodios de The Office; apareció como contenido solo para internet, disponible en NBC.com. El primer webisodio se estrenó el 10 de julio de 2008 y el último se estrenó el 31 de julio.

## Sinopsis
Kevin va por una solución única para pagar sus deudas de juego. Antes de embarcarse en su plan, le pregunta a Oscar si otras ideas son legales, y Oscar se exaspera después de decirle a Kevin que todas esas ideas son completamente ilegales. Kevin decide conseguir un préstamo bancario, diciéndole al agente de crédito que quiere comenzar un negocio de helados llamado "Malone's Cones" (en realidad quiere comprar un carro de helados). Su préstamo es denegado cuando el agente se da cuenta de su plan.
Después de escuchar una conversación entre Kevin y su corredor de apuestas, que le pide el dinero que le debe, Darryl le ofrece a Kevin sus servicios para que consiga un préstamo. El plan de Darryl para conseguir el préstamo es atraer la atención de otra agente de crédito para que les dé el préstamo. Ellos son interrumpidos por el primer agente de crédito, causando que el plan fracase. Al final, Kevin es visto vendiendo helados a diez dólares el cono desde su carro fuera de Dunder Mifflin.

## Reparto
- Brian Baumgartner como Kevin Malone.
- Craig Robinson como Darryl Philbin.
- Óscar Núñez como Oscar Martínez.
- Leslie David Baker como Stanley Hudson.

## Episodios
| # | Título                | Director        | Escritores                   | Estrenado en        | Propaganda de NBC.com                                               | Aparición especial                                                                    |
| --- | --------------------- | --------------- | ---------------------------- | ------------------- | ------------------------------------------------------------------- | ------------------------------------------------------------------------------------- |
| 1 | "Money Trouble"       | Brent Forrester | Anthony Farrell and Ryan Koh | 10 de julio de 2008 | Oscar le da a Kevin una lección en Dinero 101.                      | (nadie)                                                                               |
| Kevin recibe un consejo financiero de Oscar.                                                                                |                       |                 |                              |                     |                                                                     |                                                                                       |
| 2 | "Malone's Cones"      | Brent Forrester | Anthony Farrell and Ryan Koh | 17 de julio de 2008 | La idea genial de Kevin esta en su camino a la trituradora.         | Jeremy Rowley como Bradley R. Morrison                                                |
| Kevin trata, sin éxito, de conseguir un préstamo.                                                                           |                       |                 |                              |                     |                                                                     |                                                                                       |
| 3 | "Exposed Wires"       | Brent Forrester | Anthony Farrell and Ryan Koh | 24 de julio de 2008 | Cuando Kevin enfrenta problemas financieros, ¡es Darryl al rescate! | Perry Anzilotti como el Corredor de Apuestas de Kevin                                 |
| Darryl ayuda a Kevin a conseguir su préstamo.                                                                               |                       |                 |                              |                     |                                                                     |                                                                                       |
| 4 | "Taste the Ice Cream" | Brent Forrester | Anthony Farrell and Ryan Koh | 31 de julio de 2008 | Darryl quiere que experimentes el helado.                           | Samantha Albert como la Asesora de Préstamos y Jeremy Rowley como Bradley R. Morrison |
| Kevin falla al tratar de conseguir su préstamo, incluso con la ayuda de Darryl, pero toma el problema en sus propias manos. |                       |                 |                              |                     |                                                                     |                                                                                       |